# クイーン・シリキット公園
シリキット女王公園（タイ語: สวนสมเด็จพระนางเจ้าสิริกิติ์ฯ、英語: Queen Sirikit Park）は、タイのバンコク・チャトゥチャック区にある植物園。面積は0.22 km²で、チャトゥチャック公園の一画にある。1992年にシリキット王妃の60歳の誕生日を記念して建てられた。蓮の花が咲いている多くの噴水がある。

## アクセス
- バンコク・メトロ チャトゥチャック公園駅
- バンコク・スカイトレイン モーチット駅